# Gran Plaza
La Gran Plaza es una plaza de la ciudad española de Sevilla localizada en el Distrito de Nervión, que sirve como límite entre los barrios de Nervión y de Ciudad Jardín. Es la confluencia de la avenida de Eduardo Dato, la avenida de Ciudad Jardín, la avenida de la Cruz del Campo y la calle Marqués de Pickman.
La Gran Plaza se considera el punto más importante del Distrito de Nervión, al conectar sus principales arterias.

## Historia
En la primera década del pasado siglo XX, Aníbal González realiza un proyecto de Ciudad Jardín (similar a los de Inglaterra), en las afueras de la ciudad de Sevilla. Este proyecto tenía como eje central la llamada Gran Plaza, que fue construida en los años veinte. Para la Exposición Iberoamericana de 1929 se construyó la llamada Ciudad Jardín de la Esperanza (actual barrio de Ciudad Jardín), que partía desde el extremo sureste de la plaza.
En 1941, la Inmobiliaria Nervión cedió a la ciudad esta plaza. Hasta mitad de la década de los años 40 tan sólo estaba construida una cuarta parte de la plaza, comenzándose a edificar el resto a partir de los años 50.

## Comunicaciones
Aunque ubicada en la intersección de la avenida de Eduardo Dato, la Gran Plaza cuenta con una estación de metro de nombre homónimo. Por dicha plaza discurren las líneas 5,22, 29, 32, 52, B3 y B4, y la línea nocturna A4.

## Infraestructura
La Gran Plaza, eje principal del barrio de Nervión, cuenta con numerosos comercios y bares.